# Langues ok-awyu
Les langues ok-awyu  sont une proposition de famille de langues papoues parlées en Papouasie-Nouvelle-Guinée, dans la province de Papouasie occidentale et en Indonésie.

## Classification
Les langues ok-awyu sont rattachées à une famille hypothétique, les langues de Trans-Nouvelle Guinée. Cet ensemble est formé de deux familles de langues, les langues ok et awyu. Foley (1986) estime que les similitudes entre ces deux familles nécessitent davantage de recherches avant de valider une parenté directe. Pour van den Heuvel et Fedden (2014), si les langues ok et awyu, font partie de l'ensemble trans-nouvelle-guinée, leurs ressemblances sont dues aux contacts importants entre les populations, et n'il y a pas de lien génétique direct entre les deux groupes qui doivent être vu comme deux familles de langues différentes.